# Strój instrumentu
Strój instrumentu – zestaw wysokości dźwięków przyporządkowanych do elementów dźwiękotwórczych (wibratorów) instrumentu muzycznego.
Przykładowo, cztery struny skrzypiec nastrojone są strojem kwintowym g, d1, a1, e2, cztery struny kontrabasu – strojem kwartowym E1, A1, D, G, sześć strun violi da gamba – strojem kwartowo-tercjowym D, G, c, e, a, d1. W instrumentach dętych, strój ma nazwę dźwięku, który wydaje piszczałka przy swojej naturalnej długości – bez skracania i wydłużania (np. za pośrednictwem otworów we flecie lub krąglików w trąbce), i bez przedęcia.
Wysokość dźwięków wydawanych przez elementy dźwiękotwórcze instrumentów muzycznych ulega zmianie w trakcie eksploatacji i pod wpływem zmian temperatury i wilgotności powietrza. Instrumenty wymagają okresowego strojenia. Orkiestra stroi się wg dźwięku a1 (440 Hz), wzorcowanego obojem, który jest najmniej podatny na wahania stroju powodowane warunkami atmosferycznymi.